# Radisson Blu Hotel Frankfurt
Radisson Blu Hotel Frankfurt (tidligere: Radisson SAS Hotel Frankfurt) er  et hotel beliggende i centrum af Frankfurt am Main. Hotellet, der blev opført i 2003-2005 den er beliggende i nærheden af messen. Det drives af Radisson Hotels.
50°7′2″N 8°37′38″Ø / 50.11722°N 8.62722°Ø